# Joseph Joffo
Joseph Joffo (Francia, 2 de abril de 1931-París, 6 de diciembre de 2018) fue un escritor francés.

## Biografía
Su padre era ruso y había huido hasta Francia para evitar ser reclutado en el ejército del zar. En París aprendió el oficio de peluquero y fundó una peluquería en la que luego empezaron a trabajar sus hijos.
Joseph trabajó de peluquero hasta que durante la convalecencia de un accidente de esquí a principio de los años 70 se animó a poner por escrito sus recuerdos de infancia durante la ocupación nazi. Nació así su primer y más conocido libro, Un saco de canicas (1973).  Esta novela, un fenómeno editorial en Francia en los años 70, ha sido traducida a unos dieciocho idiomas y ha vendido más de veinte millones de ejemplares. En ella se narra el viaje que inició a los diez años, cuando su padre les dio a él y a su hermano cinco mil francos a cada uno, y la orden de salir de París ocupada por los nazis en tren y cruzar como pudieran la línea que dividía la Francia ocupada de la llamada "Francia Libre" del colaboracionista general Pétain para reunirse con sus hermanos mayores en Menton.
La familia consiguió salvarse de la deportación y el exterminio, salvo el padre, que murió en un campo de concentración.